# UBE2E1
UBE2E1‏ (Ubiquitin conjugating enzyme E2 E1) هوَ بروتين يُشَفر بواسطة جين UBE2E1 في الإنسان.